# Senza riserva
Senza riserva è un singolo della cantante italiana Annalisa, pubblicato il 16 marzo 2012 come primo estratto dal secondo album in studio Mentre tutto cambia.
Il video musicale del brano ha conquistato il Premio Donne al Premio Videoclip Italiano 2012.

## Descrizione
Il brano, originariamente intitolato Io ti regalerò, è stato scritto e composto da Roberto Casalino e prodotto da Dado Parisini. La cantante in merito dichiara:
 La cantante ha presentato il brano durante il serale dell'undicesima edizione di Amici di Maria De Filippi, nel circuito dedicato ai big.
Successivamente è stato inserito nelle compilation Wind Music Awards 2012 e Now in Love 2013.

## Video musicale
Il videoclip, per la regia di Gaetano Morbioli è stato pubblicato il 21 marzo 2012 attraverso il canale YouTube della Warner Music Italy. Il video che vede la presenza di due bambini che giocano, si rincorrono e si ritrovano, rappresentando la purezza dell'amore senza riserva, mostra il ricordo della cantante. La bambina ha i capelli rossi e rappresenta Annalisa da piccola. La cantante compare nel video in sottofondo. Il video è stato girato sul Chievo, a Verona.

## Tracce
1. Senza riserva – 3:00 (Roberto Casalino)

## Successo commerciale
Il brano, presente nella classifica singoli da dieci settimane, riesce ad entrare nella Top Singoli dopo due mesi dall'uscita, piazzandosi all'8ª posizione; nella settimana precedente occupava la 16ª. Il singolo nello stesso periodo viene certificato disco d'oro per le oltre 15 000 copie vendute digitalmente. Risulta essere il 35° brano più acquistato nel primo semestre del 2012 secondo la FIMI. Raggiunge come posizione massima la 68ª dell'Euro200 Chart. Nella 37ª settimana del 2014, il singolo raggiunge la certificazione di disco di platino per le oltre 30.000 copie vendute in digitale.

## Riconoscimenti
2012
- Il video musicale di Senza riserva ha ricevuto il Premio Donne al Premio Videoclip Italiano (PVI) 2012, organizzato da Rockol. Il relativo premio è stato ritirato dalla stessa Annalisa Scarrone durante la cerimonia di premiazione.[3][14]

## Classifiche

### Classifiche settimanali
| Classifica (2012) | Posizione massima |
| ----------------- | ----------------- |
| Italia            | 8                 |

### Classifiche di fine anno
| Classifica (2012) | Posizione |
| ----------------- | --------- |
| Italia            | 60        |